# Хода
Хода́ — характерний для людини (інколи інших тварин) спосіб ходити. Ходу оцінюють за амплітудою руху кінцівок, положенням тіла під час ходи, шириною кроку, порушенням симетричності і розгойдуванням, причому зазвичай оцінка ходи здійснюється людьми неусвідомлено, за сукупністю цих і багатьох інших ознак. Характерна хода дозволяє з великою часткою імовірності дізнатися людину здалеку, не розгледівши її обличчя, навіть із-за спини.